# 辛切尼湖
42°27.15′N 130°36.43′E / 42.45250°N 130.60717°E
辛切尼湖（俄语：Синчени），是俄羅斯的湖泊，位於該國中西部，由濱海邊疆區負責管轄，長2.12公里、寬0.6公里，面積1.5平方公里，集水區面積12.3平方公里。